# Sidomukti (Kenduruan)
Sidomukti is een bestuurslaag in het regentschap Tuban van de provincie Oost-Java, Indonesië. Sidomukti telt 5484 inwoners (volkstelling 2010).